# Dariusz Kalina
Dariusz Kalina (ur. 10 marca 1963 w Staszowie) – polski historyk, regionalista; badacz dziejów miejscowości i zabytków z terenu dawnego województwa sandomierskiego. Autor i współautor wielu książek i publikacji historycznych.

## Życiorys
Uczęszczał do II LO im. Jana Śniadeckiego w Kielcach. Absolwent Uniwersytetu Jana Kochanowskiego w Kielcach, w 1989 roku obronił pracę magisterską pisaną pod kierunkiem prof. Wacława Urbana, pt. Kalwini na Ukrainie. W latach 1989–2001 był nauczycielem historii w Zespole Szkół Ogólnokształcących nr 1 w Kielcach; w latach 2001–2012 pracownikiem Narodowego Instytutu Dziedzictwa, w 2009 roku został dyrektorem Regionalnego Ośrodka Badań i Dokumentacji Zabytków w Kielcach.
Od 1994 roku organizuje wystawy oraz konferencje popularnonaukowe i naukowe, promujące dziedzictwo kulturowe Kielecczyzny. W 2010 roku w dowód uznania za wieloletnie pielęgnowanie bogactwa kulturowego Ziemi Chęcińskiej, został Honorowym Obywatelem Miasta Chęciny. Współpracuje z władzami gmin, proboszczami i stowarzyszeniami regionalnymi; członek Towarzystwa Przyjaciół Karczówki w Kielcach, Towarzystwa Przyjaciół Ziemi Chęcińskiej, wiceprezes Stowarzyszenia Szlak Braci Polskich.
Poza historią i zabytkami architektury regionu świętokrzyskiego, interesuje się religioznawstwem, szczególnie protestantyzmem w Polsce oraz dziedzictwem kulturowym braci polskich; pasjonat postaci i dziejów Kaspra Fodygi i Franciszki z Krasińskich Wettyn.